# قرشي
قرشي أو نسف، هي مدينة في جنوب أوزبكستان. وهي عاصمة ولاية قاشقداريا. وصل عدد سكانها إلى 197.600 (حسب تقديرات 1999*. وتقع على بعد حوالي 520 كم جنوب-جنوب غرب طشقند، وحوالي 335 كم شمال حدود أوزبكستان مع أفغانستان. وترجع أهمية المدينة إلى إنتاج الغاز الطبيعي، وتشتهر أيضا بإنتاج السجاد.

## التاريخ
قرشي واسمها بالفارسية نخشب، وكان تسمى نـَسـَف. دخلها الإسلام صلحا على يد قتيبة بن مسلم عام 92هـ- 710م.
ظهر في مدينة نسف الفقيه الحنفي عبد الله بن أحمد بن محمود النسفي، أبو البركات، المتوفى عام 710هـ- 1310م، والملقب بحافظ الدين، صاحب اعتماد الاعتقاد، وتفسير مدارك التنزيل وحقائق التأويل، وكتاب كشف الأسرار، وكنز الدقائق، وغيرها.
ومن علماء نسف الفقيه الحنفي عمر بن محمد بن إسماعيل بن محمد بن علي بن لقمان، أبو حفص، ويلقب بنجم الدين، ولد بنسف عام 461هـ- 1069م، وتوفي بسمرقند عام 537هـ- 1142م، ومن مؤلفاته طلبة الطلبة في الاصطلاحات الفقهية، وتاريخ سمرقند، والعقائد النسفية.
ومنهم الإمام الحنفي في الفروع والأشعري في الأصول جعفر بن محمد بن المعتز المستغفري النخشبي، أبو العباس، والمعروف باسم المستغفري، ولد عام 350هـ- 961م، وتوفي عام 432هـ- 1040م، وله كتاب معرفة الصحابة، وكتاب الدعوات، وكتاب دلائل النبوة، وكتاب فضائل القرآن، وكتاب الشمائل، وكتاب الطب، وتاريخ نسف وغيرها.
وينسب إليها الفقيه الحنفي إبراهيم بن معقل بن الحجاج بن خداش النسفي، أبو إسحاق، وكان قاضي نسف، وكان من رواة الحديث، ومن تصانيفه تفسير القرآن، والمسند في الحديث، وغيرهما، وتوفي عام 294هـ- 906م.

## معالم
- مدرسة خوجة عبد العزيز -
- مدرسة ربيعة -
- مسجد كوك گـُمباز
- النصب التذكاري للحرب العالمية الثانية -

## أشهر أبناء نسف
- عبد الله بن أحمد بن محمود النسفي، الإمام الحنفي، صاحب «مدارك التنزيل وحقائق التأويل».
- عمر بن محمد النسفي (1068-1142)، مفتي الثقلين، وصاحب «العقيدة النسفية».
- أبو الفضائل النسفي (1203-1288)، فقيه مدفون في بغداد.

## الهوامش
1. ↑  GeoNames (بالإنجليزية), 2005, QID:Q830106
2. ↑  "معلومات عن قرشي على موقع geonames.org". geonames.org. مؤرشف من الأصل في 2018-10-26.
3. ↑  "معلومات عن قرشي على موقع id.loc.gov". id.loc.gov. مؤرشف من الأصل في 2020-04-28.
4. ↑  "معلومات عن قرشي على موقع facebook.com". facebook.com. مؤرشف من الأصل في 2020-04-28.

## أعلام
- أبو المعين النسفي
- زوخير كوزيبوييف
- نجم الدين عمر النسفي
- أبو البركات حافظ الدين النسفي
- جوفلون إبروخيموف